# Hydraena pacifica
Hydraena pacifica är en skalbaggsart som beskrevs av Perkins 1980. Hydraena pacifica ingår i släktet Hydraena och familjen vattenbrynsbaggar. Inga underarter finns listade i Catalogue of Life.